# Krasyliv
Krasyliv (ukrajinsky Красилів; rusky Красилов – Krasilov; polsky Krasiłów) je město ve Chmelnycké oblasti na Ukrajině. Leží na řece Sluči 27 kilometrů severně od Chmelnyckého, správního střediska celé oblasti. V roce 2012 žilo v Krasylivu bezmála dvacet tisíc obyvatel.

## Dějiny
První zmínka o Krasylivu je z roku 1444, kdy patřil k polskému Kyjevskému vojvodství. Od roku 1795 patřil do ruského impéria, kde spadal do Volyňské gubernie.
Od roku 1957 byl Krasyliv sídlem městského typu a v roce 1964 se stal městem.